# سوویتین
سوویتین (به چکی: Svojetín) یک منطقهٔ مسکونی در جمهوری چک است که در ناحیه راکوونیک واقع شده‌است.